# Comerio

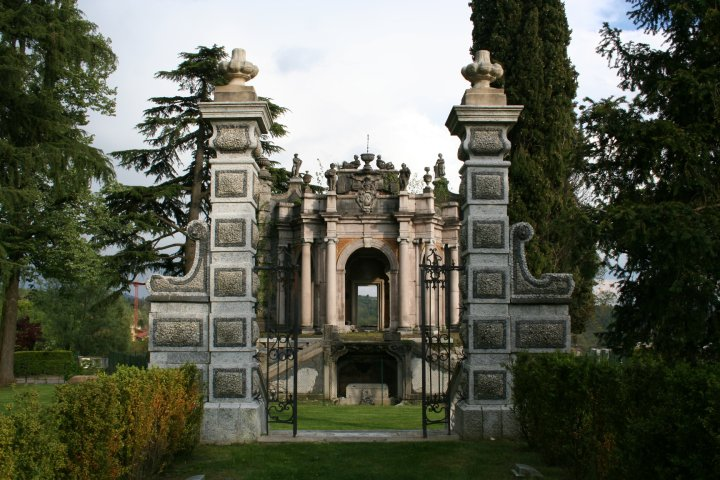
Comerio, Villa Tatti Tallacchini.

Comerio (em português: Comério) é uma comuna italiana da Lombardia, província de Varese. Possui cerca de 2.352 habitantes. Estende-se por uma área de 5 km², tendo uma densidade populacional de 470 hab/km². Faz fronteira com Barasso, Castello Cabiaglio, Cuvio e Gavirate.

## História
No século IV antes de Cristo, a área foi ocupada pelos celtas que escolheram a região em razão da sua posição estratégica, localizada entre Milão e os lagos Maggiore e Como. Os celtas assim, fundaram a civilização de "Kunmaer", o primeiro nome dado ao assentamento. O nome mudou ao longo dos anos em "Gunmeri", "Gomeri", "Gomera" e "Gomero". Este, no período da Idade Média, foi modificado para "Comero" e finalmente para o atual "Comerio".
Na Idade Média, aquilo que era uma vila foi se transformando em um município rústico para a exploração de bosques e pastagens. Durante o reinado da Imperatriz Maria Teresa, apenas 600 pessoas viviam na região.
Com o passar dos séculos, a comuna sobreviveu a Renascença, às guerras mundiais e a "libertação", sempre com uma boa organização cívica e habitada por pessoas ativas e trabalhadoras.
O crescimento lento da população foi acelerado durante os vinte anos do fascismo, quando em 1927 a cidade de Comerio foi agregadas às de Barasso e Luvinate, que no final da Segunda Guerra Mundial mais uma vez se tornaram municípios autônomos.
A região da Lombardia, favorecida pelo clima e pela abundância de água e graças à produção de seda, experimentou um período de grande prosperidade. Também em Comerio, algumas famílias dedicaram-se à criação do bicho-da-seda, que acabou por gerar mão de obra à empresa de tecelagem dos irmãos Talacchini. Os irmãos, em Comerio, contrataram cerca de 200 trabalhadores (principalmente do sexo feminino) que trabalharam até 1945 quando a empresa encerrou às suas atividades com o fim da Segunda Grande Guerra.

## Demografia
| Variação demográfica do município entre 1861 e 2011                               |
|                                                                                   |
| Fonte: Istituto Nazionale di Statistica (ISTAT) - Elaboração gráfica da Wikipedia |